# Le Serpentine
Le Serpentine je slovenska alternativna rock skupina, ki je nastala leta 2012 v Kranju. Ob koncu leta 2014 je s producentom Stašem Hreničem posnela svoj prvi studijski album, Ujemi val, ki je izšel 1. septembra naslednjega leta v samozaložbi (pred izidom albuma je bilo nekaj pesmi možno slišati na internetu v obliki demo posnetkov na njihovem YouTube kanalu). Še pred tem sta aprila in junija 2015 izšla videospota za pesmi »Bolero« in »Adijo«.
Njihovo glasbo bi se dalo uvrstiti v alternativni rock, po slogu pa spominja na glasbo grunge gibanja, ki je izviralo iz Seattla v 90-ih. Skupina na koncertih v svoj nastop vedno vključi še vizualizacijo glasbe v obliki videoposnetkov na starih katodnih televizorjih.
Ob koncu novembra 2015 so bili povabljeni na oddajo Na piedestal radijske postale Val 202.
Koncertom v letih 2015 in 2016 je sledilo obdobje, ko skupina ni bila aktivna. Februarja 2018 so naznanili, da bo v kratkem izšel nov studijski album z naslovom Pobarvanka. Aprila je izšel z novega albuma prvi singel z naslovom »Črnobel«.

## Diskografija
Studijski albumi
- Ujemi val (2015)[3]
- Pobarvanka (2019)

Videospoti
- »Bolero« (23. april 2015)[4]
- »Adijo« (14. julij 2015)[5]